# Карл-Людвіг Райн
Карл-Людвіг Райн (нім. Karl-Ludwig Rhein; 30 березня 1894, Вецлар — 27 березня 1988, Вецлар) — німецький воєначальник, генерал-лейтенант вермахту. Кавалер Лицарського хреста Залізного хреста.

## Біографія
Син рантьє Карла Райна і його дружини Емілії, уродженої Гінкель. 7 листопада 1914 року вступив в Імперську армію. Учасник Першої світової війни. Після демобілізації армії залишений в рейхсвері. З 1 жовтня 1934 року — викладач піхотного училища Дрездена, з 1 січня 1935 року — військового училища Мюнхена. З 10 листопада 1938 року — командир 2-го батальйону 86-го моторизованого піхотного полку, з 13 січня по 7 травня 1940 року — 1-го батальйону 382-го піхотного полку, з 20 червня 1940 року — 452-го, з 15 жовтня 1940 по 21 січня 1943 року — 439-го піхотного полку, з 22 лютого 1943 по 1 січня 1944 і з 25 квітня 1944 року — 331-ї, з 1 серпня 1944 по 25 січня 1945 року — 295-ї піхотної дивізії. одночасно з 1 січня 1945 року — інспектор піхоти при начальнику озброєнь і командувачі запасних частин в Берліні. 8 травня 1945 року взятий в полон. В 1947 році звільнений.

## Сім'я
Був двічі одружений.

## Звання
- Доброволець (7 листопада 1914)
- Фанен-юнкер (11 лютого 1915)
- Фенріх (8 травня 1915)
- Лейтенант без патенту (2 вересня 1915)
  - 26 жовтня 1917 року отримав патент від 12 листопада 1914 року.
  - 1 липня 1922 року отримав новий патент від 1 грудня 1915 року.
- Оберлейтенант (1 квітня 1925)
- Гауптман (1 лютого 1932)
- Майор (1 березня 1936)
- Оберстлейтенант (1 червня 1939)
- Оберст (1 лютого 1942)
  - 28 червня 1942 року отримав патент від 1 лютого 1941 року.
- Генерал-майор (1 травня 1943)
- Генерал-лейтенант (1 листопада 1943)

## Нагороди
- Залізний хрест 2-го і 1-го класу
- Орден Церінгенського лева, лицарський хрест 2-го класу з мечами
- Почесний хрест ветерана війни з мечами
- Медаль «За вислугу років у Вермахті» 4-го, 3-го, 2-го і 1-го класу (25 років)
- Застібка до Залізного хреста 2-го і 1-го класу
- Німецький хрест в золоті (26 грудня 1941)
- Лицарський хрест Залізного хреста (6 березня 1942)
- Медаль «За зимову кампанію на Сході 1941/42»